# زاليآباد (مقاطعة دلفان)
زاليآباد (بالفارسية: زالی‌آباد) هي قرية تقع في قسم ميربغ الشمالي الريفي (مقاطعة دلفان) في إيران. يقدر عدد سكانها بـ 822 نسمة بحسب إحصاء 2016.